# Campeonato Europeo de Baloncesto División C 2010
El XII Campeonato Europeo de Baloncesto División C de 2010 se llevó a cabo en La Valleta, Malta del 5 al 10 de julio.
La selección de Dinamarca obtuvo su primer título al derrotar a Andorra por 87-69.

## Equipos participantes
| Andorra Dinamarca | Escocia Gales | Gibraltar Malta | Moldavia San Marino |

## Ronda Preliminar

### Grupo A
|   | Equipo    | Pts | PG | PP | PF  | PC  | Dif |
| - | --------- | --- | -- | -- | --- | --- | --- |
| 1 | Andorra   | 6   | 3  | 0  | 253 | 178 | 75  |
| 2 | Moldavia  | 4   | 1  | 2  | 205 | 174 | 31  |
| 3 | Gales     | 4   | 1  | 2  | 179 | 210 | −31 |
| 4 | Gibraltar | 4   | 1  | 2  | 156 | 231 | −75 |

| 5 de julio de 2010, 13:30             | Andorra                               | 73-70                                 | Moldavia                                                                                         |  |
| Reporte                               |                                       |                                       |                                                                                                  |  |
| Parciales: 20-16, 20-10, 10-22, 23-22 | Parciales: 20-16, 20-10, 10-22, 23-22 | Parciales: 20-16, 20-10, 10-22, 23-22 | La Valeta, Malta Árbitro(s): Chris Dodds Bo Bundgaard Enrico Sabetta Asistencia: 30 espectadores |  |
| R. Casals 21                          | Pts                                   | 16 A. Andrus                          | La Valeta, Malta Árbitro(s): Chris Dodds Bo Bundgaard Enrico Sabetta Asistencia: 30 espectadores |  |
| F. De Oliveira 9                      | Rebs                                  | 10 E. Scripcaru                       | La Valeta, Malta Árbitro(s): Chris Dodds Bo Bundgaard Enrico Sabetta Asistencia: 30 espectadores |  |
| R. Casals 3                           | Asists                                | 3 V. Colesnicov                       | La Valeta, Malta Árbitro(s): Chris Dodds Bo Bundgaard Enrico Sabetta Asistencia: 30 espectadores |  |

| 5 de julio de 2010, 18:00             | Gales                                 | 58-68                                 | Gibraltar |  |
| Reporte                               |                                       |                                       | |  |
| Parciales: 13-10, 13-18, 10-19, 22-21 | Parciales: 13-10, 13-18, 10-19, 22-21 | Parciales: 13-10, 13-18, 10-19, 22-21 | La Valeta, Malta Árbitro(s): Aleksandar Glisic Bernard Vassallo Gian Luigui Giancecchi Asistencia: 200 espectadores |  |
| B. Potts 10                           | Pts                                   | 21 R. Garcia                          | La Valeta, Malta Árbitro(s): Aleksandar Glisic Bernard Vassallo Gian Luigui Giancecchi Asistencia: 200 espectadores |  |
| A. Berry 8                            | Rebs                                  | 7 A. Guerrero                         | La Valeta, Malta Árbitro(s): Aleksandar Glisic Bernard Vassallo Gian Luigui Giancecchi Asistencia: 200 espectadores |  |
| A. Trigg 3                            | Asists                                | 3 D. Aston-Fox                        | La Valeta, Malta Árbitro(s): Aleksandar Glisic Bernard Vassallo Gian Luigui Giancecchi Asistencia: 200 espectadores |  |

| 6 de julio de 2010, 13:30           | Moldavia                            | 55-64                               | Gales |  |
| Reporte                             |                                     |                                     | |  |
| Parciales: 16-9, 15-19, 9-19, 15-17 | Parciales: 16-9, 15-19, 9-19, 15-17 | Parciales: 16-9, 15-19, 9-19, 15-17 | La Valeta, Malta Árbitro(s): Enrico Sabetta Gian Luigi Giancecchi Bo Bundgaard Asistencia: 20 espectadores |  |
| E. Scripcaru 13                     | Pts                                 | 15 A. St. John                      | La Valeta, Malta Árbitro(s): Enrico Sabetta Gian Luigi Giancecchi Bo Bundgaard Asistencia: 20 espectadores |  |
| E. Scripcaru 7                      | Rebs                                | 10 M. Gregory                       | La Valeta, Malta Árbitro(s): Enrico Sabetta Gian Luigi Giancecchi Bo Bundgaard Asistencia: 20 espectadores |  |
| E. Scripcaru 3                      | Asists                              | 4 M. Gregory 4 J. Seeley            | La Valeta, Malta Árbitro(s): Enrico Sabetta Gian Luigi Giancecchi Bo Bundgaard Asistencia: 20 espectadores |  |

| 6 de julio de 2010, 15:45             | Gibraltar                             | 51-93                                 | Andorra                                                                                                  |  |
| Reporte                               |                                       |                                       | |  |
| Parciales: 12-19, 12-26, 14-24, 13-24 | Parciales: 12-19, 12-26, 14-24, 13-24 | Parciales: 12-19, 12-26, 14-24, 13-24 | La Valeta, Malta Árbitro(s): Bernard Vasallo Chris Dodds Nick Van den Broeck Asistencia: 40 espectadores |  |
| A. Guerrero 12                        | Pts                                   | 16 R. Casals                          | La Valeta, Malta Árbitro(s): Bernard Vasallo Chris Dodds Nick Van den Broeck Asistencia: 40 espectadores |  |
| S. Buxton 5                           | Rebs                                  | 8 O. Fernández                        | La Valeta, Malta Árbitro(s): Bernard Vasallo Chris Dodds Nick Van den Broeck Asistencia: 40 espectadores |  |
| C. McCann 4                           | Asists                                | 5 O. Fernandez                        | La Valeta, Malta Árbitro(s): Bernard Vasallo Chris Dodds Nick Van den Broeck Asistencia: 40 espectadores |  |

| 7 de julio de 2010, 13:30           | Moldavia                            | 80-37                               | Gibraltar                                                                           |  |
| Reporte                             |                                     |                                     |                                                                                     |  |
| Parciales: 21-9, 12-5, 29-12, 18-11 | Parciales: 21-9, 12-5, 29-12, 18-11 | Parciales: 21-9, 12-5, 29-12, 18-11 | La Valeta, Malta Árbitro(s): Aleksandar Glisic Enrico Sabetta Gian Luigi Giancecchi |  |
| A. Andrus 17                        | Pts                                 | 9 S. Buxton                         | La Valeta, Malta Árbitro(s): Aleksandar Glisic Enrico Sabetta Gian Luigi Giancecchi |  |
| V. Colesnicov 9                     | Rebs                                | 8 A. Guerrero                       | La Valeta, Malta Árbitro(s): Aleksandar Glisic Enrico Sabetta Gian Luigi Giancecchi |  |
| P. Scoutelnic 5                     | Asists                              | 2 A. Guerrero 2 J. Sercombe         | La Valeta, Malta Árbitro(s): Aleksandar Glisic Enrico Sabetta Gian Luigi Giancecchi |  |

| 7 de julio de 2010, 20:15               | Gales                                | 57-87                                | Andorra                                                                                              |  |
| Reporte                                 |                                      |                                      | |  |
| Parciales: 9-26, 16-18, 15-22, 17-21    | Parciales: 9-26, 16-18, 15-22, 17-21 | Parciales: 9-26, 16-18, 15-22, 17-21 | La Valeta, Malta Árbitro(s): Bernard Vasallo Maxim Kolychev Bo Bundgaard Asistencia: 30 espectadores |  |
| M. Gregory 13                           | Pts                                  | 17 D. Marin                          | La Valeta, Malta Árbitro(s): Bernard Vasallo Maxim Kolychev Bo Bundgaard Asistencia: 30 espectadores |  |
| A. Trigg 7                              | Rebs                                 | 8 R. Casals                          | La Valeta, Malta Árbitro(s): Bernard Vasallo Maxim Kolychev Bo Bundgaard Asistencia: 30 espectadores |  |
| J. Seeley 3 O. Williams 3 R. Williams 3 | Asists                               | 5 O Fernandez                        | La Valeta, Malta Árbitro(s): Bernard Vasallo Maxim Kolychev Bo Bundgaard Asistencia: 30 espectadores |  |

### Grupo B
|   | Equipo     | Pts | PG | PP | PF  | PC  | Dif  |
| - | ---------- | --- | -- | -- | --- | --- | ---- |
| 1 | Dinamarca  | 6   | 3  | 0  | 269 | 178 | 91   |
| 2 | Malta      | 5   | 2  | 1  | 245 | 213 | 32   |
| 3 | Escocia    | 4   | 1  | 2  | 227 | 246 | −19  |
| 4 | San Marino | 3   | 0  | 3  | 157 | 261 | −104 |

| 5 de julio de 2010, 15:45             | Escocia                               | 68-88                                 | Dinamarca                                                                                                |  |
| Reporte                               |                                       |                                       | |  |
| Parciales: 14-26, 20-19, 14-25, 20-18 | Parciales: 14-26, 20-19, 14-25, 20-18 | Parciales: 14-26, 20-19, 14-25, 20-18 | La Valeta, Malta Árbitro(s): Shane Bassett Vicente Bulto Nick Van den Broeck Asistencia: 30 espectadores |  |
| S. Leven 23                           | Pts                                   | 17 A. Jakobsen                        | La Valeta, Malta Árbitro(s): Shane Bassett Vicente Bulto Nick Van den Broeck Asistencia: 30 espectadores |  |
| R. Campbell 6 S. Leven 6              | Rebs                                  | 7 P. Johansen                         | La Valeta, Malta Árbitro(s): Shane Bassett Vicente Bulto Nick Van den Broeck Asistencia: 30 espectadores |  |
| T. Pearson 5                          | Asists                                | 4 J. Mc Farlane 4 M. Sahlertz         | La Valeta, Malta Árbitro(s): Shane Bassett Vicente Bulto Nick Van den Broeck Asistencia: 30 espectadores |  |

| 5 de julio de 2010, 20:15            | Malta                                | 83-51                                | San Marino                                                                                           |  |
| Reporte                              |                                      |                                      | |  |
| Parciales: 14-10, 17-6, 32-20, 20-15 | Parciales: 14-10, 17-6, 32-20, 20-15 | Parciales: 14-10, 17-6, 32-20, 20-15 | La Valeta, Malta Árbitro(s): Haydn Jones Maxim Kolychev Dumitru Stasiev Asistencia: 600 espectadores |  |
| D. Jackson 25                        | Pts                                  | 10 E. Zanotti                        | La Valeta, Malta Árbitro(s): Haydn Jones Maxim Kolychev Dumitru Stasiev Asistencia: 600 espectadores |  |
| A. Bonnici 12                        | Rebs                                 | 7 E. Zanotti                         | La Valeta, Malta Árbitro(s): Haydn Jones Maxim Kolychev Dumitru Stasiev Asistencia: 600 espectadores |  |
| D. Jackson 5                         | Asists                               | 2 (4) jugadores                      | La Valeta, Malta Árbitro(s): Haydn Jones Maxim Kolychev Dumitru Stasiev Asistencia: 600 espectadores |  |

| 6 de julio de 2010, 18:00             | Dinamarca                             | 86-73                                 | Malta                                                                                               |  |
| Reporte                               |                                       |                                       | |  |
| Parciales: 26-20, 17-14, 26-14, 17-25 | Parciales: 26-20, 17-14, 26-14, 17-25 | Parciales: 26-20, 17-14, 26-14, 17-25 | La Valeta, Malta Árbitro(s): Vicente Bulto Haydn Jones Dumitru Stasiev Asistencia: 350 espectadores |  |
| P. Johansen 23                        | Pts                                   | 24 D. Jackson                         | La Valeta, Malta Árbitro(s): Vicente Bulto Haydn Jones Dumitru Stasiev Asistencia: 350 espectadores |  |
| P. Johansen 6                         | Rebs                                  | 8 S. Deguara                          | La Valeta, Malta Árbitro(s): Vicente Bulto Haydn Jones Dumitru Stasiev Asistencia: 350 espectadores |  |
| F. Nielsen 7                          | Asists                                | 6 M. Naudi                            | La Valeta, Malta Árbitro(s): Vicente Bulto Haydn Jones Dumitru Stasiev Asistencia: 350 espectadores |  |

| 6 de julio de 2010, 20:15             | San Marino                            | 69-83                                 | Escocia                                                                                                 |  |
| Reporte                               |                                       |                                       | |  |
| Parciales: 16-22, 20-23, 17-24, 16-14 | Parciales: 16-22, 20-23, 17-24, 16-14 | Parciales: 16-22, 20-23, 17-24, 16-14 | La Valeta, Malta Árbitro(s): Aleksandar Glisic Shane Bassett Maxim Kolychev Asistencia: 30 espectadores |  |
| S. Rossini 19                         | Pts                                   | 17 D. Donnelly                        | La Valeta, Malta Árbitro(s): Aleksandar Glisic Shane Bassett Maxim Kolychev Asistencia: 30 espectadores |  |
| F. Tentoni 6                          | Rebs                                  | 9 D. Donnelly                         | La Valeta, Malta Árbitro(s): Aleksandar Glisic Shane Bassett Maxim Kolychev Asistencia: 30 espectadores |  |
| S. Rossini 5                          | Asists                                | 3 R. Campbell 3 S. Leven              | La Valeta, Malta Árbitro(s): Aleksandar Glisic Shane Bassett Maxim Kolychev Asistencia: 30 espectadores |  |

| 7 de julio de 2010, 15:45           | Dinamarca                           | 95-37                               | San Marino                                                             |  |
| Reporte                             |                                     |                                     |                                                                        |  |
| Parciales: 24-8, 25-9, 27-10, 19-10 | Parciales: 24-8, 25-9, 27-10, 19-10 | Parciales: 24-8, 25-9, 27-10, 19-10 | La Valeta, Malta Árbitro(s): Shane Bassett Chris Dodds Dumitru Stasiev |  |
| C. Lindberg 17                      | Pts                                 | 8 M. De Biagi                       | La Valeta, Malta Árbitro(s): Shane Bassett Chris Dodds Dumitru Stasiev |  |
| M. Sahlertz 9                       | Rebs                                | 4 E. Guerra                         | La Valeta, Malta Árbitro(s): Shane Bassett Chris Dodds Dumitru Stasiev |  |
| R. Soeby 4                          | Asists                              | 3 T. Casadei                        | La Valeta, Malta Árbitro(s): Shane Bassett Chris Dodds Dumitru Stasiev |  |

| 7 de julio de 2010, 18:00             | Malta                                 | 89-76                                 | Escocia                                                                                                 |  |
| Reporte                               |                                       |                                       | |  |
| Parciales: 20-21, 27-23, 16-14, 26-18 | Parciales: 20-21, 27-23, 16-14, 26-18 | Parciales: 20-21, 27-23, 16-14, 26-18 | La Valeta, Malta Árbitro(s): Vicente Bulto Haydn Jones Nick Van den Broeck Asistencia: 550 espectadores |  |
| D. Jackson 30                         | Pts                                   | 34 S. Leven                           | La Valeta, Malta Árbitro(s): Vicente Bulto Haydn Jones Nick Van den Broeck Asistencia: 550 espectadores |  |
| S. Deguara 16                         | Rebs                                  | 7 S. Leven                            | La Valeta, Malta Árbitro(s): Vicente Bulto Haydn Jones Nick Van den Broeck Asistencia: 550 espectadores |  |
| R. Vella 3 D. Jackson 3 A. Bonnici 3  | Asists                                | 6 L. Costello                         | La Valeta, Malta Árbitro(s): Vicente Bulto Haydn Jones Nick Van den Broeck Asistencia: 550 espectadores |  |

## Ronda de Clasificación
|  | Eliminatoria del 5º al 8º | Eliminatoria del 5º al 8º |    |            | Partido por el 5º lugar | Partido por el 5º lugar |  |
|  |                           |                           |    |            |                         |                         |  |
|  |                           |                           |    |            |                         |                         |  |
|  | Gales                     | 79                        |    |            |                         |                         |  |
|  | San Marino                | 47                        |    |            |                         |                         |  |
|  |                           |                           |    |            |                         |                         |  |
|  |                           |                           |    |            |                         |                         |  |
|  |                           |                           |    |            | Gales                   | 75                      |  |
|  |                           | Escocia                   | 49 |            |                         |                         |  |
|  |                           |                           |    |            |                         |                         |  |
|  |                           |                           |    |            |                         |                         |  |
|  |                           |                           |    |            | Partido por el 7º lugar |                         |  |
|  |                           |                           |    |            |                         |                         |  |
|  | Escocia                   | 78                        |    | San Marino | 81                      |                         |  |
|  | Gibraltar                 | 42                        |    |            | Gibraltar               | 89                      |  |

## Semifinal
|  | Semifinales | Semifinales |    |       | Final        | Final |  |
|  |             |             |    |       |              |       |  |
|  |             |             |    |       |              |       |  |
|  |             |             |    |       |              |       |  |
|  | Dinamarca   | 88          |    |       |              |       |  |
|  | Moldavia    | 69          |    |       |              |       |  |
|  |             |             |    |       |              |       |  |
|  |             |             |    |       |              |       |  |
|  |             |             |    |       | Andorra      | 69    |  |
|  |             | Dinamarca   | 87 |       |              |       |  |
|  |             |             |    |       |              |       |  |
|  |             |             |    |       |              |       |  |
|  |             |             |    |       | Tercer lugar |       |  |
|  |             |             |    |       |              |       |  |
|  | Andorra     | 82          |    | Malta | 85           |       |  |
|  | Malta       | 60          |    |       | Moldavia     | 77    |  |

## Estadísticas del torneo
| Puntos          | Puntos | Rebotes           | Rebotes | Asistencias      | Asistencias |
| --------------- | ------ | ----------------- | ------- | ---------------- | ----------- |
| Darryl Jackson  | 24.4   | Samuel Deguara    | 10.0    | Teodoro Casadei  | 3.8         |
| Steven Leven    | 23.7   | Felip de Oliveira | 7.8     | Xavier Galera    | 3.6         |
| Samuel Deguara  | 18.5   | Eugeniu Scripcaru | 7.6     | Jordan Seeley    | 3.6         |
| Peter Johansen  | 15.6   | Anthony Trigg     | 6.8     | Mikkel Plannthin | 3.2         |
| Michael Gregory | 14.4   | Sam Buxton        | 6.4     | Oriol Fernandez  | 3.0         |